# (699) Hela
(699) Hela es un asteroide perteneciente al grupo de los asteroides que cruzan la órbita de Marte descubierto el 5 de junio de 1910 por Joseph Helffrich desde el observatorio de Heidelberg-Königstuhl, Alemania.
Está posiblemente nombrado por Hela, diosa nórdica de la muerte.